# Guillaume Auger
Pour les articles homonymes, voir Auger.
Guillaume Auger est un coureur cycliste français né le 21 mars 1976 à Joigny (Yonne).  

## Biographie
Il était membre du club CC Joigny. Passé professionnel dans l'équipe BigMat-Auber 93 après un titre de champion d'Europe espoir du contre-la-montre, il remporte deux succès sur le Tour de l'Algarve et le Tour méditerranéen, puis s'impose en 2003 au Circuit des mines. En 2004, il rejoint RAGT Semences, avec qui il participe à son deuxième Tour de France. Après la disparition de cette équipe à la fin de la saison 2005, il ne trouve pas de nouveau contrat et met fin à sa carrière professionnelle.
Il devient pompier professionnel en 2007 et remporte le titre de champion de France en 2014. 

## Palmarès
- 1994
  - 3e du Tour du Basse-Gaulaine
  - 3e de la Flèche maratoise
  - 7e du championnat du monde du contre-la-montre juniors
- 1995
  - Championnat de Bourgogne sur route
  - Boucles de Tronçais
  - 2e de la Ronde mayennaise
  - 2e du Chrono des Nations espoirs
  - 2e du Prix des Vins Nouveaux
- 1996
  - 2e du championnat de France du contre-la-montre par équipes
  - 3e du Chrono de Rochecorbon
  - 3e de Paris-Tours espoirs
- 1997
  -  Champion d'Europe du contre-la-montre espoirs
  - Grand Prix des Nations espoirs
  - Prologue de Barcelone-Montpellier
  - Chrono des Nations espoirs
  - 5e du championnat du monde du contre-la-montre espoirs
- 1998
  - 5e étape du Tour de l'Algarve
  - 2e du Duo normand (avec Carlos Da Cruz)
- 1999
  - 3e étape du Tour méditerranéen
- 2000
  - Grand Prix de la ville de Vilvorde
  - 3e du Tour de Normandie
- 2003
  - Circuit des mines
  - 2ea étape du Tour de la Somme
- 2006
  - Chrono de Faremoutiers
- 2014
  -  Champion de France des pompiers

## Résultats sur les grands tours

### Tour de France
2 participations
- 2001 : 136e
- 2004 : 136e

### Tour d'Espagne
1 participation
- 2002 : non-partant (15e étape)

## Classements mondiaux
| Année           | 2005 |
| --------------- | ---- |
| UCI Europe Tour | 793e |